# Schedulix
Schedulix ist eine Open-Source-Software zur
IT-Prozessautomatisierung (Enterprise Job Scheduling), die von dem Unternehmen independIT Integrative Technologies GmbH entwickelt wurde.
'independIT' ist Mitglied der Open Source Business Alliance.

## Funktion
Schedulix erlaubt die Definition, Ausführung, Überwachung und Steuerung hierarchisch organisierter Ablaufdefinitionen von Betriebssystemprozessen in verteilten, heterogenen Systemumgebungen. Abhängigkeitsdefinitionen ermöglichen die Sicherstellung der korrekten Ausführungsreihenfolge der Prozesse. Das schedulix Ressource Management dient der Bestimmung des Ausführungsortes der Prozesse, der Lastkontrolle und -verteilung, sowie der Synchronisation unabhängig voneinander gestarteter Abläufe.
Kern von Schedulix ist ein vollständig in Java implementierter Serverprozess, welcher alle Definitionen und Prozesszustandsinformationen über JDBC in einem RDBMS verwaltet. Jobserver Agents auf den zu automatisierenden Rechnern verbinden sich mit diesem Server und führen auf dessen Anweisung Prozesse aus und melden den Exit Code dieser Prozesse an den Scheduling Server zurück.
Die Administration und Bedienung von Schedulix erfolgt über Kommandozeilen-Werkzeuge oder eine grafische Web Oberfläche, die auf Basis von Zope entwickelt wurde. Alle Funktionen von Schedulix lassen sich über APIs steuern.
Die kommerzielle Variante von Schedulix ist das BICsuite Enterprise Job Scheduling System. Dieses bietet ein erweitertes Rechtemanagement, Export und Import Funktionen sowie eine Reihe von Features, die den Betrieb in sehr großen Systemumgebungen erleichtern.

## Einsatzfelder
Schedulix ist überall dort einzusetzen, wo Betriebssystemprozesse
automatisiert zur Ausführung gebracht werden sollen. Unabhängig von der
Systemgröße und Anzahl der zu automatisierenden Prozesse führt der Einsatz
von Schedulix zu einem stabileren IT-Betrieb und reduziert die Kosten für
Implementierung, Überwachung und Fehlerbehebung
von IT-Prozessabläufen.

## Portabilität
Schedulix kann mit geringem Aufwand auch auf andere POSIX konforme
Betriebssystemplattformen, auf welchen Java verfügbar ist, portiert werden.
Das kommerzielle BICsuite Enterprise Job Scheduling System ist neben
Linux auch bereits für Windows und Solaris verfügbar.
Schedulix ist vollständig kompatibel zur BICsuite BASIC Edition.
Diese steht Anwendern als binary Release lizenzkostenfrei zur Verfügung.
Ein Betrieb von Schedulix in einer heterogenen Linux-, UNIX- und
Windowsumgebung ist so ohne zusätzliche Kosten für den Anwender möglich.

## Rezeption (Auswahl)
- Ludger Schmitz: schedulix Job-Scheduling mit Open-Source-Software Computerwoche[5]
- Martin Schindler: Schedulix: quelloffene Job-Scheduling-Lösung bei silicon.de[6]
- Thomas Drilling: Enterprise Job Scheduling mit Schedulix[7] in Linux-Magazin und international im ADMIN magazine[8]
- Ernst Lehmhofer: independIT: Schedulix jetzt als Open-Source verfügbar[9]
- Jan Kleinert: Schedulix schaltet auf Version 2.9  in Linux-Magazin[10]